# Karel Husa
Karel Husa (ur. 7 sierpnia 1921 w Pradze, zm. 14 grudnia 2016 w Apex w Karolinie Północnej) – amerykański kompozytor pochodzenia czeskiego.

## Życiorys
W młodości uczył się gry na skrzypcach i fortepianie. W latach 1941–1945 studiował w konserwatorium praskim u Jaroslava Řídkiego (kompozycja) oraz Pavla Dědečka i Václava Talicha (dyrygentura). W 1946 roku otrzymał francuskie stypendium rządowe. W latach 1946–1951 studiował w Paryżu u Nadii Boulanger i Arthura Honeggera (kompozycja) oraz André Cluytensa, Jeana Fourneta i Eugène’a Bigota (dyrygentura). W 1954 roku wyemigrował do Stanów Zjednoczonych, w 1959 roku otrzymał amerykańskie obywatelstwo. Od 1954 do 1992 roku wykładał na Cornell University. W latach 1967–1986 był też wykładowcą Ithaca College. Dyrygował Ithaca Chamber Orchestra. 
Laureat stypendium Fundacji Pamięci Johna Simona Guggenheima (1964). W 1969 roku otrzymał Nagrodę Pulitzera za III Kwartet smyczkowy. W 1993 roku odznaczony Grawemeyer Award, przyznawaną przez University of Louisville. Doktor honoris causa Coe College (1976), Cleveland Institute of Music (1985), Ithaca College (1986), Baldwin-Wallace College (1991), St. Vincent College (1995), Hartwick College (1997) i New England Conservatory of Music (1998). Członek American Academy of Arts and Letters (1994). W 1995 roku odznaczony został czeskim Medalem za Zasługi I stopnia.

## Twórczość
W swojej wczesnej twórczości czerpał z dorobku francuskiego neoklasycyzmu, wprowadzając także wątki zaczerpnięte z rodzimej muzyki czeskiej. W późniejszym okresie skupił się na poszukiwaniach dźwiękowych, sięgał po elementy serializmu, aleatoryzmu, politonalności czy mikrotonowości, nie trzymając się jednak ortodoksyjnie żadnej z tych technik.

## Ważniejsze kompozycje
(na podstawie materiałów źródłowych)

### Utwory orkiestrowe
- 2 symfonie (I 1953, II „Recollections” 1984)
- Uwertura (1946)
- Sinfonietta (1947)
- Fresque (1948, 2. wersja 1967)
- Divertimento na orkiestrę smyczkową (1949)
- Portrait na orkiestrę smyczkową (1953)
- Musique d’amateurs na obój, trąbkę, perkusję i instrumenty smyczkowe (1952)
- 4 Little Pieces na smyczki (1957)
- Fantasies (1957)
- Mosaïques (1960)
- Serenada na kwintet dęty drewniany, instrumenty smyczkowe i ksylofon (1963)
- Musique for Prague (1968)
- Two Sonnets from Michelangelo (1971)
- Apotheosis of this Earth na symfoniczną orkiestrę dętą (1971)
- Concertino na fortepian i orkiestrę (1950)
- Poème na altówkę i orkiestrę kameralną (1959)
- Elégie et rondeau na saksofon altowy i orkiestrę dętą (1961)
- Koncert na kwintet dęty blaszany i instrumenty smyczkowe (1965)
- Koncert na saksofon altowy i orkiestrę dętą (1967)
- Koncert na perkusję i instrumenty dęte (1971)
- Koncert na trąbkę i orkiestrę dętą (1973)
- Pastoral na smyczki (1980)
- Smetana Fanfare na zespół dęty (1984)
- Symphonic Suite (1984)
- Concerto for Orchestra (1984)
- koncert organowy The Sunlights (1987)
- Koncert wiolonczelowy (1988)
- Overture: Youth (1991)
- Cayuga Lake: Memories na orkiestrę kameralną (1992)
- Koncert skrzypcowy (1993)
- Celebration Fanfare (1996)
- Les couleurs fauves na zespół dęty (1996)
- Midwest Celebration (1996)
- Celebración (1997)

### Utwory kameralne
- 4 kwartety smyczkowe (I 1948, II 1953, III 1968, IV 1989–1990)
- Evocations de Slovaquie na klarnet, altówkę i wiolonczelę (1952)
- 2 preludes na flet, klarnet i fagot (1966)
- Divertimento na kwintet instrumentów dętych blaszanych (1968)
- Sonata na skrzypce i fortepian (1973, 2. wersja 1978)
- Studies na perkusję (1968)
- 3 Dance Sketches na perkusję (1980)
- Intradas and Interludes na 7 trąbek i kotły (1980)
- Sonata a tre na skrzypce, klarnet i fortepian (1982)
- Recollections na kwintet dęty i fortepian (1982)
- Variations na skrzypce, altówkę, wiolonczelę i fortepian (1984)
- Intrada na kwintet dęty (1984)
- 5 Poems na kwintet dęty drewniany (1994)

### Utwory fortepianowe
- Sonatina (1943)
- Sonata (1949)
- Elégie (1957)
- 8 Czech Duets na fortepian na 4 ręce (1955)

### Utwory wokalno-instrumentalne
- 12 Moravian Songs na głos i fortepian (1959)
- Festive Ode na chór i orkiestrę, słowa Eric Blackall (1965)
- The Steadfast Tin Soldier na głos recytujący i orkiestrę (1974)
- American Te Deum na baryton, chór i orkiestrę dętą (1976)
- There are from Time to Time Mornings na chór (1981)
- Every Day na chór mieszany (1981)
- Three Moravian Songs na chór mieszany (1981)
- Cantata na chór męski i kwintet dęty (1983)
- Song (Good Night) na chór mieszany (2000)

### Utwory sceniczne
- balet Monodrama (1976)
- balet The Trojan Women (1981)